# Bolesław Zawalicz-Mowiński
Bolesław Wojciech Jan Zawalicz-Mowiński, ps. „Zawalicz”, „Gończ”, „Dyrektor”, „Stef”, „Witold” (ur. 5 czerwca 1903 w Skrzeszewie Żukowskim, zm. 31 stycznia 1993 w Toronto) – major kawalerii Wojska Polskiego, kawaler Orderu Virtuti Militari.

## Życiorys
Urodził się 5 czerwca 1903 w Skrzeszewie Żukowskim, w ówczesnym powiecie kartuskim rejencji gdańskiej, w rodzinie Alojzego Stefana i Anny z Deskowskich-Skoroszewskich.
17 października 1921 przyjechał z Krotoszyn do Poznania i został zameldowany jako student na ul. Święty Marcin 38. W stolicy Wielkopolski rozpoczął lub kontynuował studia na Wydziale Rolniczo-Leśnym Uniwersytetu Poznańskiego (studiował także na Uniwersytecie w Bonn, a ukończył w 1926 w Królewcu). 1 października 1924 został powołany do Wojska Polskiego. Początkowo służył w 9 pułku strzelców konnych w Grajewie, a 5 stycznia 1925 został skierowany do Szkoły Podchorążych Rezerwy Kawalerii nr 1 przy 1 Dywizji Kawalerii w Suwałkach. 30 września 1925 został zwolniony do rezerwy, a w październiku tego roku wrócił do Poznania i ponownie zamieszkał na ul. Święty Marcin 38. 9 lipca 1928 prezydent RP mianował go podporucznikiem rezerwy ze starszeństwem z 1 stycznia 1928 i 1. lokatą w korpusie oficerów kawalerii, a minister spraw wojskowych wcielił do 9 pułku strzelców konnych. W 1929 nabył majątek Kierzkowo (poczta Trzemeszno). W 1934, jako oficer rezerwy pozostawał w ewidencji Powiatowej Komendy Uzupełnień Inowrocław. Posiadał przydział w rezerwie do 18 pułku ułanów w Grudziądzu. Na stopień porucznika rezerwy awansował ze starszeństwem z 1 stycznia 1935 i 78. lokatą w korpusie oficerów kawalerii. W latach 1937–1938 był wójtem Trzemeszna, a w latach 1938–1939 jako członek Polskiego Związku Łowieckiego pełnił funkcję podłowczego powiatu mogileńskiego. W marcu 1939 został powołany do służby czynnej w 16 pułku ułanów w Bydgoszczy na stanowisko dowódcy szwadronu. W czerwcu 1939 jako zarządca przymusowy Krochmalni w Niewolnie ogłosił przetarg nieograniczony na jej dzierżawę. 10 sierpnia 1939 awansował na rotmistrza rezerwy. W czasie powstania warszawskiego pełnił funkcję szefa sztabu Zgrupowania „Róg”, a następnie zastępcy dowódcy 36 pułku piechoty Legii Akademickiej Armii Krajowej. 1 października 1944 awansował na majora. 11 listopada 1964 Naczelny Wódz, gen. broni Władysław Anders mianował go podpułkownikiem ze starszeństwem z 1 stycznia 1964, a 10 listopada 1990 prezydent RP na uchodźstwie Ryszard Kaczorowski mianował go pułkownikiem.
Zmarł 31 stycznia 1993 w Toronto.
Rada Miejska Trzemeszna uchwałą nr XVIII/129/2019 z 25 września 2019 nadała pośmiertnie Bolesławowi Zawalicz-Mowińskiemu – wójtowi Trzemeszna, współtwórcy struktur Obrony Narodowej Trzemeszna we wrześniu 1939 Honorowe Obywatelstwo Gminy Trzemeszno.

## Ordery i odznaczenia
- Krzyż Srebrny Orderu Wojskowego Virtuti Militari nr 12314 – 18 sierpnia 1948[18]
- Krzyż Walecznych po raz pierwszy – 3 października 1944[19]
- Medal Wojska po raz pierwszy – 1 sierpnia 1946[18]
- Złoty Krzyż Zasługi[11]
- Medal Niepodległości[2]
- Medal Pamiątkowy za Wojnę 1918–1921[2]